# Peugeot 305

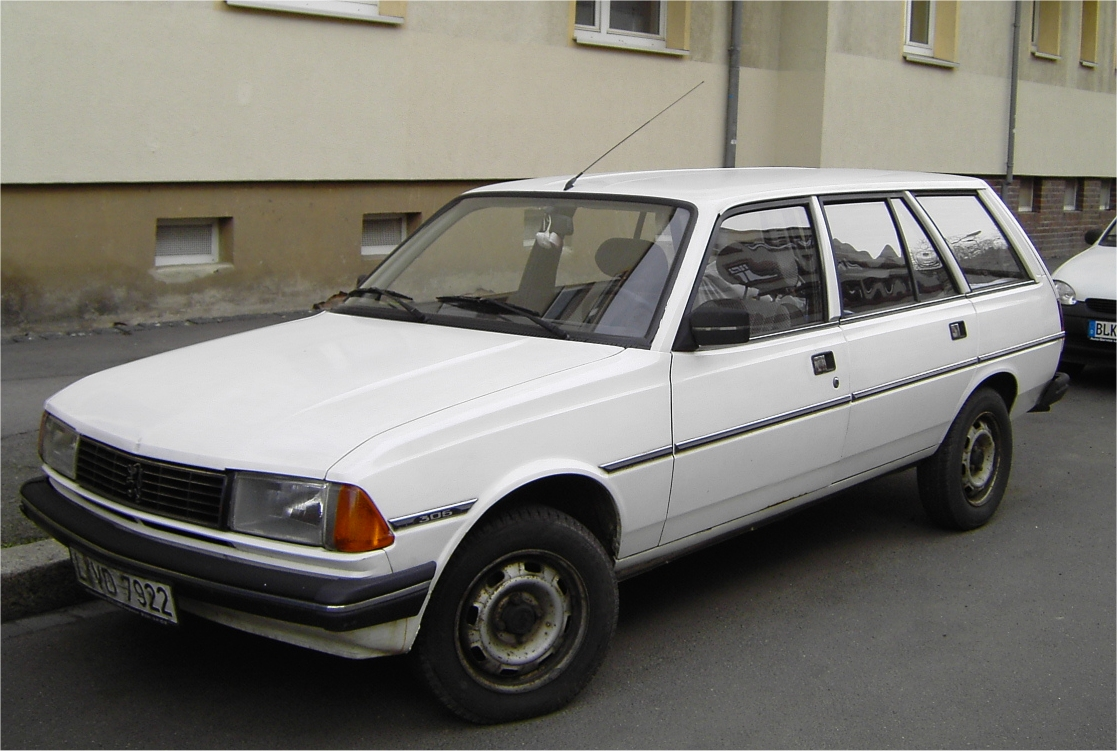
Peugeot 305 kombi II serii – 1982-88

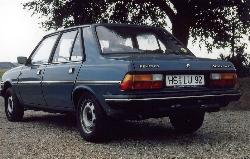
Peugeot 305 GLD 1983

Peugeot 305 – francuski samochód osobowy klasy średniej niższej produkowany w latach 1977-1988 pod marką Peugeot. Samochód produkowany był w trzech wersjach: GL (Grand Luxe), SR (Super Routiere) i GR (Grand Routiere). Od roku 1979 produkowano wersje GLD i SRD z silnikami Diesla o pojemności 1548 cm³ typu monoblok (skrzynia biegów i skrzynia korbowa były połączone ze sobą i pracowały we wspólnym oleju) i mocy 36 kW (49  KM). Osiągi tych modeli były znacznie niższe. Prędkość maksymalna 135 km/h, przyspieszenie od 0-100 km/h – 22,3 s. Zużycie oleju napędowego 5,3 l/100 km. W 1980 roku wprowadzono do produkcji model 305 S z silnikiem 1500 cm³ o mocy 89 KM oraz wersję kombi. A od roku 1982 produkowano modele po liftingu, silnik wysokoprężny o pojemności 1548 cm³ zastąpiono silnikiem 1.9D (oznaczenie XUD9, silnik ten produkowano w koncernie PSA do 2000 roku z niewielkimi tylko zmianami konstrukcyjnymi, stosowano go z powodzeniem w samochodach koncernu, cieszył się on duża niezawodnością i wysoką trwałością) o mocy 64 KM i pięcio- lub czterobiegową skrzynię przekładniową, tym razem jednak niepołączoną bezpośrednio ze skrzynią korbową (co poniekąd zwiększyło trwałość silnika) dzięki czemu auto stało się znacznie bardziej dynamiczne. Zmodyfikowano także układ jezdny oraz zastosowano inne reflektory.

## Dane techniczne

### Peugeot 305 GL (GR)
Źródło:
Osiągi:
- Moc maksymalna: 44 kW (60 KM) przy 6000 obr./min
- Maksymalny moment obrotowy: 92 Nm przy 3750 obr./min.
- Prędkość maksymalna: 144 km/h
- Przyspieszenie 0-100 km/h: 17,3 s
- Średnie zużycie paliwa: 8,4 l/100 km

Napęd:
- Typ silnika: R4
- Pojemność: 1290 cm³
- Średnica cylindra x skok tłoka: 78 × 67,5 mm
- Stopień sprężania: 8,8:1
- Opony: 145SR14

### Peugeot 305 1.5 SR
Źródło:
Osiągi:
- Moc maksymalna: 54 kW (73 KM) przy 6000 obr./min.
- Maksymalny moment obrotowy: 116 Nm przy 3000 obr./min.
- Prędkość maksymalna: 153 km/h
- Przyspieszenie 0-100 km/h: 13,2 s
- Średnie zużycie paliwa: 7,8 l/100 km

Napęd:
- Typ silnika: R4
- Pojemność: 1472 cm³
- Średnica cylindra x skok tłoka: 78 × 77 mm
- Stopień sprężania: 9,2:1

### Peugeot 305 1.6 SR
Źródło:
Osiągi:
- Moc maksymalna: 69 kW (94 KM) przy 6000 obr./min.
- Maksymalny moment obrotowy: 134 Nm przy 3750 obr./min.
- Prędkość maksymalna: 170 km/h
- Przyspieszenie 0-100 km/h: 11,3 s
- Średnie zużycie paliwa: 7 l/100 km

Napęd:
- Typ silnika: R4
- Pojemność: 1580 cm³